# Mistrzostwa Świata w Piłce Nożnej 2026 (eliminacje strefy CAF)/Grupa C
Ten artykuł dotyczy trwającego lub niedawnego wydarzenia sportowego. Informacje w nim zamieszczone mogą się zmienić lub zdezaktualizować wraz z postępem zdarzenia. Początkowe doniesienia, wyniki lub statystyki mogą być niepewne. Ostatnie aktualizacje do tego artykułu mogą nie odzwierciedlać najbardziej aktualnych informacji.
W Grupie C pierwszej rundy eliminacji do Mistrzostw Świata 2026 biorą udział następujące zespoły:
- Nigeria
- Południowa Afryka
- Benin
- Zimbabwe
- Rwanda
- Lesotho

## Tabela
| Lp. | Drużyna           | M | Z | R | P | B+ | B- | +/– | Pkt | Kwalifikacja                     |     | Południowa Afryka | Rwanda | Benin | Nigeria | Lesotho | Zimbabwe |
| --- | ----------------- | - | - | - | - | -- | -- | --- | --- | -------------------------------- | --- | ----------------- | ------ | ----- | ------- | ------- | -------- |
| 1   | Południowa Afryka | 6 | 4 | 1 | 1 | 10 | 5  | +5  | 13  | Awans na Mistrzostwa Świata 2026 |     |                   | paź    | 2–1   | wrz     | 2–0     | 3–1      |
| 2   | Rwanda            | 6 | 2 | 2 | 2 | 4  | 4  | 0   | 8   | Możliwy awans do drugiej rundy   |     | 2–0               |        | paź   | 0–2     | 1–1     | 0–0      |
| 3   | Benin             | 6 | 2 | 2 | 2 | 6  | 7  | −1  | 8   |                                  |     | 0–2               | 1–0    |       | 2–1     | wrz     | wrz      |
| 4   | Nigeria           | 6 | 1 | 4 | 1 | 7  | 6  | +1  | 7   |                                  | 1–1 | wrz               | paź    |       | 1–1     | 1–1     |          |
| 5   | Lesotho           | 6 | 1 | 3 | 2 | 4  | 5  | −1  | 6   |                                  | wrz | 0–1               | 0–0    | paź   |         | paź     |          |
| 6   | Zimbabwe          | 6 | 0 | 4 | 2 | 5  | 9  | −4  | 4   |                                  | paź | wrz               | 2–2    | 1–1   | 0–2     |         |          |

## Wyniki
| 15 listopada 202314:00 CET | Rwanda | 0:0(0:0) | Zimbabwe | Stade Huye, Butare Widzów: 10 000 Sędzia: Mohamed Ali Moussa |
| 15 listopada 202314:00 CET |        | 0:0(0:0) |          | Stade Huye, Butare Widzów: 10 000 Sędzia: Mohamed Ali Moussa |

| 16 listopada 202317:00 CET | Nigeria   | 1:1(0:0) | Lesotho       | Godswill Akpabio International Stadium, Uyo Sędzia: Mehrez Malki |
| 16 listopada 202317:00 CET | Ajayi 67' | 1:1(0:0) | 56' Mkhwanazi | Godswill Akpabio International Stadium, Uyo Sędzia: Mehrez Malki |

| 18 listopada 202314:00 CET | Południowa Afryka    | 2:1(2:0) | Benin      | Moses Mabhida Stadium, Durban Sędzia: Mahmood Ismail |
| 18 listopada 202314:00 CET | Tau 2' · Mudau 45+2' | 2:1(2:0) | 70' Mounié | Moses Mabhida Stadium, Durban Sędzia: Mahmood Ismail |

| 19 listopada 202314:00 CET | Zimbabwe   | 1:1(1:0) | Nigeria       | Stade Huye, Butare (Rwanda) Sędzia: Souleiman Ahmed Djama |
| 19 listopada 202314:00 CET | Musona 26' | 1:1(1:0) | 67' Iheanacho | Stade Huye, Butare (Rwanda) Sędzia: Souleiman Ahmed Djama |

| 21 listopada 202314:00 CET | Rwanda                   | 2:0(2:0) | Południowa Afryka | Stade Huye, Butare Sędzia: Amin Mohamed Omar |
| 21 listopada 202314:00 CET | Nshuti 12' · Mugisha 28' | 2:0(2:0) |                   | Stade Huye, Butare Sędzia: Amin Mohamed Omar |

| 21 listopada 202317:00 CET | Lesotho | 0:0(0:0) | Benin | Moses Mabhida Stadium, Durban (Południowa Afryka) Sędzia: Tsegay Mogos Teklu |
| 21 listopada 202317:00 CET |         | 0:0(0:0) |       | Moses Mabhida Stadium, Durban (Południowa Afryka) Sędzia: Tsegay Mogos Teklu |

| 6 czerwca 202421:00 CEST | Benin    | 1:0(1:0) | Rwanda | Stade Félix Houphouët-Boigny, Abidżan (Wybrzeże Kości Słoniowej) Widzów: 3 600 Sędzia: Dahane Beida |
| 6 czerwca 202421:00 CEST | Dodo 37' | 1:0(1:0) |        | Stade Félix Houphouët-Boigny, Abidżan (Wybrzeże Kości Słoniowej) Widzów: 3 600 Sędzia: Dahane Beida |

| 7 czerwca 202415:00 CEST | Zimbabwe                        | 0:2(0:2) | Lesotho | Orlando Stadium, Johannesburg (Południowa Afryka) Sędzia: Thulani Sibandze |
| 7 czerwca 202415:00 CEST | 21' Rasethuntša · 31' Thabantšo | 0:2(0:2) |         | Orlando Stadium, Johannesburg (Południowa Afryka) Sędzia: Thulani Sibandze |

| 7 czerwca 202421:00 CEST | Nigeria          | 1:1(0:1) | Południowa Afryka | Godswill Akpabio International Stadium, Uyo Sędzia: Alhadi Mahamat |
| 7 czerwca 202421:00 CEST | Dele-Bashiru 46' | 1:1(0:1) | 29' Zwane         | Godswill Akpabio International Stadium, Uyo Sędzia: Alhadi Mahamat |

| 10 czerwca 202418:00 CEST | Benin                        | 2:1(2:1) | Nigeria      | Stade Félix Houphouët-Boigny, Abidżan (Wybrzeże Kości Słoniowej) Sędzia: Pierre Atcho |
| 10 czerwca 202418:00 CEST | J. Dossou 37' · Mounié 45+3' | 2:1(2:1) | 27' Onyedika | Stade Félix Houphouët-Boigny, Abidżan (Wybrzeże Kości Słoniowej) Sędzia: Pierre Atcho |

| 11 czerwca 202418:00 CEST | Południowa Afryka            | 3:1(1:1) | Zimbabwe   | Free State Stadium, Bloemfontein Sędzia: Mohamed Maarouf Eid Mansour |
| 11 czerwca 202418:00 CEST | Rayners 1' · Morena 55', 76' | 3:1(1:1) | 2' Chirewa | Free State Stadium, Bloemfontein Sędzia: Mohamed Maarouf Eid Mansour |

| 11 czerwca 202418:00 CEST | Lesotho     | 0:1(0:0) | Rwanda | Moses Mabhida Stadium, Durban (Południowa Afryka) Sędzia: Aklesso Gnama |
| 11 czerwca 202418:00 CEST | 67' Kwizera | 0:1(0:0) |        | Moses Mabhida Stadium, Durban (Południowa Afryka) Sędzia: Aklesso Gnama |

| 20 marca 202517:00 CET | Zimbabwe                 | 2:2(1:2) | Benin                 | Moses Mabhida Stadium, Durban (Południowa Afryka) Widzów: 5 000 Sędzia: Bamlak Tessema Weyesa |
| 20 marca 202517:00 CET | Munetsi 44' · Musona 59' | 2:2(1:2) | 12' Mounié · 35' Dodo | Moses Mabhida Stadium, Durban (Południowa Afryka) Widzów: 5 000 Sędzia: Bamlak Tessema Weyesa |

| 21 marca 202517:00 CET | Południowa Afryka        | 2:0(0:0) | Lesotho | Peter Mokaba Stadium, Polokwane Widzów: 25 000 Sędzia: Mohamed Diraneh Guedi |
| 21 marca 202517:00 CET | Mofokeng 60' · Adams 64' | 2:0(0:0) |         | Peter Mokaba Stadium, Polokwane Widzów: 25 000 Sędzia: Mohamed Diraneh Guedi |

| 21 marca 202517:00 CET | Rwanda             | 0:2(0:2) | Nigeria | Stade Amahoro, Kigali Sędzia: Jalal Jayed |
| 21 marca 202517:00 CET | 11', 45+3' Osimhen | 0:2(0:2) |         | Stade Amahoro, Kigali Sędzia: Jalal Jayed |

| 25 marca 202517:00 CET | Benin                  | 0:2(0:0) | Południowa Afryka | Stade Félix Houphouët-Boigny, Abidżan (Wybrzeże Kości Słoniowej) Widzów: 786 Sędzia: Dahane Beida |
| 25 marca 202517:00 CET | 53' Foster · 84' Adams | 0:2(0:0) |                   | Stade Félix Houphouët-Boigny, Abidżan (Wybrzeże Kości Słoniowej) Widzów: 786 Sędzia: Dahane Beida |

| 25 marca 202517:00 CET | Nigeria     | 1:1(0:0) | Zimbabwe    | Godswill Akpabio International Stadium, Uyo Sędzia: Tsegay Mogos Teklu |
| 25 marca 202517:00 CET | Osimhen 74' | 1:1(0:0) | 90' Chirewa | Godswill Akpabio International Stadium, Uyo Sędzia: Tsegay Mogos Teklu |

| 25 marca 202517:00 CET | Rwanda      | 1:1(0:0) | Lesotho      | Stade Amahoro, Kigali Sędzia: Antoine Effa |
| 25 marca 202517:00 CET | Kwizera 58' | 1:1(0:0) | 82' Fothoane | Stade Amahoro, Kigali Sędzia: Antoine Effa |

| 2025-09-dataCEST | Benin |  | Zimbabwe |  |
| 2025-09-dataCEST |       |  |          |  |

| 2025-09-dataCEST | Lesotho |  | Południowa Afryka |  |
| 2025-09-dataCEST |         |  |                   |  |

| 2025-09-dataCEST | Nigeria |  | Rwanda |  |
| 2025-09-dataCEST |         |  |        |  |

| 2025-09-dataCEST | Południowa Afryka |  | Nigeria |  |
| 2025-09-dataCEST |                   |  |         |  |

| 2025-09-dataCEST | Benin |  | Lesotho |  |
| 2025-09-dataCEST |       |  |         |  |

| 2025-09-dataCEST | Zimbabwe |  | Rwanda |  |
| 2025-09-dataCEST |          |  |        |  |

| 2025-10-dataCEST | Lesotho |  | Nigeria |  |
| 2025-10-dataCEST |         |  |         |  |

| 2025-10-dataCEST | Zimbabwe |  | Południowa Afryka |  |
| 2025-10-dataCEST |          |  |                   |  |

| 2025-10-dataCEST | Rwanda |  | Benin |  |
| 2025-10-dataCEST |        |  |       |  |

| 2025-10-dataCEST | Południowa Afryka |  | Rwanda |  |
| 2025-10-dataCEST |                   |  |        |  |

| 2025-10-dataCEST | Lesotho |  | Zimbabwe |  |
| 2025-10-dataCEST |         |  |          |  |

| 2025-10-dataCEST | Nigeria |  | Benin |  |
| 2025-10-dataCEST |         |  |       |  |

## Strzelcy

### 3 gole
- Steve Mounié
- Victor Osimhen

### 2 gole
- Dokou Dodo
- Jayden Adams
- Thapelo Morena
- Jojea Kwizera
- Tawanda Chirewa

### 1 gol
- Jodel Dossou
- Lehlohonolo Fothoane
- Motlomelo Mkhwanazi
- Rethabile Rasethuntša
- Jane Thabantšo
- Semi Ajayi
- Fisayo Dele-Bashiru
- Kelechi Iheanacho
- Raphael Onyedika
- Lyle Foster
- Relebohile Mofokeng
- Khuliso Mudau
- Iqraam Rayners
- Percy Tau
- Themba Zwane
- Gilbert Mugisha
- Innocent Nshuti
- Marshall Munetsi
- Knowledge Musona
- Walter Musona